# Federação Andorrana de Futebol
A Federação Andorrana de Futebol (em catalão: Federació Andorrana de Futbol), é o órgão que administra o futebol de Andorra, comandando os campeonatos nacionais e a seleção Andorrana de Futebol. A associação está localizada em capital nacional, Andorra-a-Velha.

## História
Foi criada no dia 21 de abril de 1994, após os desenvolvimentos políticos na região que resultaram na independência do país, até então o futebol andorrenho era formado por clubes amadores. Uma figura importante na formação da federação foi o presidente-fundador Francesc Vila, que faleceu num acidente no dia 7 de dezembro de 2000, que trabalhou em prol do desenvolvimento da federação, possibilitando sua filiação na UEFA e na FIFA em 1996.
A entrada nos órgãos federais possibitou a participação de jogadores a serviço de seus clubes e país. O Club Esportiu Principat, na condição de campeão nacional, foi o primeiro clube andorrenho a participar de uma competição internacional, disputando 3ª Pré-Eliminatória da Taça UEFA. A primeira participação da seleção nacional foi na EURO 2000, na fase de qualificação, contra a Armênia, com quem perdeu de 3-1. 
O avanço do futebol foi verificado com a construção da primeira escola nacional de futebol, a ENFAF, em Agosto de 1998, completando a preparação da próxima geração de jogadores. Mais recentemente, foi aberto o Centro Desportivo de Alás, que focaliza incutir os valores do desporto.

## Historial no Campeonato da Europa
- Organizações: 0
- Participações: 0
- Títulos: 0
- Finais: 0
- Ronda de qualificação:
  - Presenças: 2
  - Jogos: 18
  - Vitórias: 0
  - Empates: 0
  - Derrotas: 18
  - Golos marcados: 4
  - Golos sofridos: 46